# 布賴通鎮區 (明尼蘇達州聖路易斯縣)
布賴通鎮區（英語：Breitung Township）是位於美國明尼蘇達州聖路易斯縣的一個行政鎮區。

## 地方資料
布賴通鎮區的面積為100.68平方千米，當中陸地面積為59.70平方千米，而水域面積為40.98平方千米。根據2020年美國人口普查的數據，當地共有人口530人，而人口密度為每平方千米5.26人。